# Vanessa Ward
Vanessa Carol Ward z domu Browne (ur. 5 stycznia 1963) – australijska lekkoatletka, specjalistka skoku wzwyż, była rekordzistka Australii i Oceanii, dwukrotna olimpijka.

## Kariera sportowa
Zajęła 5. miejsce w skoku wzwyż na igrzyskach Wspólnoty Narodów w 1982 w Brisbane. Na mistrzostwach świata w 1983 w Helsinkach zajęła 9. miejsce w tej konkurencji.
Zajęła 6. miejsce na igrzyskach olimpijskich w 1984 w Los Angeles oraz 9. miejsce na igrzyskach Wspólnoty Narodów w 1986 w Edynburgu.
12 lutego w Perth ustanowiła rekord Australii i Oceanii wynikiem 1,98 m. Rekord ten został wyrównany przez Alison Inverarity w 1994, a poprawiony dopiero przez Eleanor Patterson 28 lutego 2020. Ward zajęła 4. miejsce na igrzyskach Wspólnoty Narodów w 1990 w Auckland oraz 10. miejsce na mistrzostwach świata w 1991 w Tokio.
Ward była mistrzynią Australii w skoku wzwyż w latach 1978/1979, 1983/1984 i od 1987/1988 do 1989/1990,wicemistrzynią w 1976/1977, 1981/1982, 1984/1985 i 1985/1986 oraz brązową medalistką w 1979/1980, 1880/1981 i 1982/1983.
Trzykrotnie poprawiała rekord Australii do wspomnianego wyżej wyniku 1,98 m. Jej rekord życiowy w hali wynosił 1,94 m, ustanowiony 11 marca 1990 w Jokohamie.